# Battlefield 3
Battlefield 3 — відеогра в жанрі шутера від першої особи, розроблена студією DICE і випущена компанією Electronic Arts у жовтні 2011 року для платформ ПК (Microsoft Windows Vista, Windows 7), PlayStation 3 та Xbox 360.
Battlefield 3 — прямий сиквел до Battlefield 2 і друга основана гра в серії, присвячена війнам сучасності. На відміну від інших високобюджетних ігор свого часу, основною платформою для Battlefield 3 є ПК, а не гральна консоль. На кінець червня 2012 року гра розійшлася тиражем 15 мільйонів копій.

## Ігровий процес

### Основи
Основи гри традиційні для серії та орієнтовані на багатокористувацьку гру. Гравець бореться в ролі військового з іншими гравцями, обираючи клас свого персонажа і режим гри. На картах — місцевостях, де точаться бої, можна зайняти техніку, як танки чи літаки. Battlefield 3 більше за попередні ігри серії схиляється до реалістичного зображення боїв. Наприклад, вогонь на придушення спричиняє у цілей розмиття зображення, що дезорієнтує їх і дозволяє єдиному стрільцеві утримати позицію. Набір досвіду, необхідного для розвитку бійця, відбуваються за різноманітними критеріями, враховуючираючи майже будь-яку дію. Граючи за певний клас, гравець таким чином отримує для нього нове спорядження і характеристики. Зброя передбачає її вдосконалення поліпшеними або додатковими деталями. Так, на деякій можна замінити ствол або навісити ліхтар.

### Режими
- Штурм — гравці поділяються на дві команди: одна повинна знищити ворожі станції, друга відповідно захищає їх. Кожна команда має запас «квитків» на повернення у стрій після загибелі свого бійця. Для захисників обов'язковим є домогтися вичерпання всіх «квитків» у нападників. Нововведенням стало те, що станцію можливо знищити тільки вибухівкою. Якщо її заміновано, захисники ще мають час розмінувати станцію.
- Штурм загонами — два протиборчих загони по 4 бійця виступають один в ролі нападників, інший — захисників станцій. Техніка тут недоступна, а карти менші, ніж у «Штурмі»
- Захоплення — дві команди змагаються у захопленні точок, позначених прапорами. Коли у противників їх стає менше, вони потрохи втрачають «білети» навіть без загибелі своїх бійців. Метою є довести кількість «білетів» у противника до нуля.
- Перевага  — аналогічний «Захопленню», але зайняття нейтральної точки триває значно швидше. Додано в DLC Close Quarters.
- Збройний майстер  — команди змагаються у знищенні бійців одна одної з умовою, що слід скористатися кожним доступним видом зброї. Всі учасники починають з пістолетами, а в міру бою отримують нову зброю. Останнє вбивство мусить виконатися ножем. Додано в DLC Close Quarters.
- Сміттяр — «Захоплення» з умовою, що відроджені бійці втрачають всю зброю, крім пістолета і відповідних своєму класу пристроїв. Нову зброю можна підняти на точках респавну.

### Класи бійців
- Штурмовик (англ. Assault) — орієнтований на бій на передовій, озброєний штурмовою гвинтівкою та здатний допомагати лікувати союзників аптечою і оживляти дефібрилятором;
- Інженер (англ. Engineer) — спрямований на виведення з ладу ворожої техніки, ремонт союзної та саперна справа. Його озброєння складають легкі автомати, ракетні установки й карабіни.
- Підтримка (англ. Support) — його спеціалізацією є доставка боєприпасів іншим бійцям, вогонь на придушення, встановлення вибухівки чи міномета. Основна зброя — ручні кулемети.
- Розвідка (англ. Recon) — орієнтований на прихований бій та збір інформації. Може використовувати лазерне цілевказування, а також встановлювати мобільну точку відродження для свого загону. Основна зброя — снайперські гвинтівки.

### Техніка
- Розвідувальні гелікоптери (англ. Air helicopter scout) — Z-11W, AH-6J Little Bird
- Реактивні літаки (англ. Air jet attack) — Су-35БМ, Су-25ТМ, F/A-18E Super Hornet, A-10 «Thunderbolt»
- Бойові машини піхоти (англ. Infantry fighting vechicle) — БМП-2М, LAV-25
- Бойові гелікоптери (англ. Air helicopter attack) — Мі-28, AH-1Z Viper
- Танки (англ. Main battle tanks) — Т-90А, M1 Abrams
- Зенітні установки (англ. Anti air) — 9К22 Тунгуска-М, LAV-AD
- Транспорт (англ. Transport) — ГАЗ-3937 «Водник», Хамві M1114, Бойова машина ВДВ, ITW Growler, Надувний катер, AAV-7A1 Amtrac, Ка-60 Касатка, UH-1Y Venom
- Стаціонарна зброя (англ. Stationary weapons) — Панцер-С1, Centurion C-RAM, 9М133 Корнет, M220 TOW

### Мапи багатокористувацької гри
- Каспійський кордон («англ. Caspian Border») — поле та покриті деревами пагорби на туркмено-іранському кордоні.
- Вершина Дамаванди («англ. Damavand Peak») — іранська військова база в горах, карта з великими висотними перепадами.
- Східний базар («англ. Grand Bazaar») — центральний ринок в Тегерані.
- Острів Харк («англ. Kharg Island») — укріплена берегова лінія на невеликому острові в Перській затоці.
- Канали Ноушехра («англ. Noshahr Canals») — іранський порт з виходом у Каспійське море.
- Переправа через Сену («англ. Seine Crossing») — міст через Сену та центральні вулиці Парижу.
- Тегеранське шосе («англ. Tehran Highway») — шосе на околиці Тегерану, єдина нічна мапа в грі.
- Операція «Вогняний шторм» («англ. Operation Firestorm») — нафтопереробний завод в іранскій пустелі.
- Операція «Метро» («англ. Operation Métro») — міський парк та метро в Парижі.

## Сюжет

### Події
Сюжетна кампанія оповідає про пригоди сержанта морської піхоти Генрі «Блека» Блекберна. Борючись і з терористами в Нью-Йорку, він потрапляє у засідку і втрачає свідомість від удару ватажка лиходіїв. Дія переноситься на 8 годин у минуле, де Генрі перебуває на допиті. Він згадує недавні події, які й бачить гравець впродовж місій.
Блекберн впевнений, що найближчим часом Нью-Йорку загрожує теракт, але повинен обґрунтувати свою заяву. Він розповідає агентам ЦРУ про свою службу в Іраку. Загін Блекберна отримує наказ знайти зниклий патруль США, несподівано група Блекберна стикається з ворожими іракськими бійцями Народно-визвольного супротиву. В одного з товаришів Генрі влучає снайпер, він береться відтягнути пораненого з лінії вогню, а потім морпіхи знищують противника. Загін Блека знаходить зниклих солдатів, але тут вороги переходять у наступ, з чим морпіхи насилу впоруються. В цей час починається сильний землетрус, чим користуються вороги, проте Блекберну вдається пробитися до точки евакуації. Тим часом в Ірані стається переворот, владу захоплює терорист Фарук Аль-Башир. Американське командування починає військову операцію в Ірані з метою ліквідувати диктатора.
Під час штурму Тегерана загін Блекберна знаходить там контейнер для трьох ядерних боєголовок. Однак дві із них уже перевезено в невідомому напрямку. Американські війська під тиском іранської армії відступають, та на допомогу піхоті прибуває танковий батальйон. У складі батальйону Сержант Міллер допомагає товаришам, але в ході операції потрапляє в полон до Фарука Аль-Башира й гине від його рук. Морпіхи просуваються до резиденції Аль-Башира, який намагається втекти, але, поранений, потрапляє в полон до американців. Аль-Башир помирає від ран, наостанок розповівши про якогось Соломона і його поплічника Кафарова. З'ясовується, що російський торговець зброєю Амір Кафаров нелегально продав Соломону три ядерних боєголовки. Але дві з них досі невідомо де.
Пошуки Кафарова призводить до зіткнення з російським спецназом, які також шукають цього торговця. Тоді як американці прагнуть його захопити, то росіяни — вбити. Росіяни на чолі з Дмитром Маяковським добираються до вілли, де сховався торговець, першими, тому знищують Кафарова. Блекберн пробивається туди наступним і від Маяковського дізнається деталі справи: Соломон, що купив у Кафарова зброю, прагне розпалити війну між США і Росією. Раптово до кімнати вривається капітан Коул. Блек змушений вбити свого командира, щоб Дмитро зміг безперешкодно піти й завадити майбутньому теракту.
Блекберн з Маяковським вирушає до Нью-Йорку і Парижу відповідно з метою захопити боєголовки й зірвати плани терористів. Вже на допиті Блекберн дізнається, що операція Дмитра в Парижі була марною, боєголовка вибухнула, жертвами теракту стали 80 тисяч осіб. Блекберну не вірять, адже Соломон є інформатором ЦРУ і немає жодних доказів його причетності до організації теракту. До розслідування залучають Девіда Монтеса, вцілілого товариша Блекберна. Впевнені в свої правоті, обоє тікають.
Блекберн проникає на поїзд, який повинен доставити атомну зброю до Нью-Йорка. В результаті стається аварія, план терористів зірвано, проте Соломон виживає й тікає. Монтес викрадає автомобіль, на якому морпіхи переслідують його. Зрештою Монтес гине від рук Соломона, та Блекберну після цього вдається вбити лиходія. За якийсь час пригнічений Дмитро Маяковський, опромінений в ході теракту в Парижі, пише передсмертну записку, збираючись застрелитися. Але його зупиняє несподіваний лунає стукіт у двері.

### Персонажі
На відміну від Battlefield: Bad Company 2, гравцеві надається можливість пограти 4-ма персонажами. При цьому, головним героєм гри є американський морпіх Генрі Блекберн. Місії в грі представлені у вигляді спогадів Блекберна, від особи якого і ведеться розповідь.

### Головні герої
- Сержант Генрі «Блек» Блекберн (англ. Sgt. Henry «Black» Blackburn) — американський морпіх 1-го розвідувального батальйону, головний герой Battlefield 3. Бере участь у боях проти військової організації People's Liberation and Resistance (Народно-визвольний супротив), пізніше, під час операції на півночі Ірану, зустрічає російського спецпризначенця Дмітрія Маяковського, від якого дізнається про наявність у PLR декількох російських ядерних боєзарядів. Блекберну вдається попередити вибух бомби в Нью-Йорку та вбити Соломона — людини, що бажала розв'язати війну між США та Російською Федерацією.
- Сержант Джонатан «Джоно» Міллер (англ. Sgt. Jonathan «Jono» Miller) — оператор танка M1A2 Abrams, бере участь в операції проти іранскої військової організації PLR. Під час боїв в Тегерані потрапляє до полону Фарука Аль-Башира, лідера організації. Аль-Башир записує своє звернення до американців, звинувачуючи їх у нападі на незалежну країну и масових вбивствах, після чого Соломон перерізує Міллеру горло.
- Лейтенант Дженіфер «Колбі» Хокінс (англ. Lt. Jennifer «Colby» Hawkins) — пілот американського палубного винищувача-бомбардувальника F-18F Super Hornet, бере участь у боях в повітрі над аеропортом Мехрабад в Ірані.
- Дмитрій «Діма» Маяковський (англ. Dmitri «Dima» Mayakovsky) — оперативник ГРУ, колишній спецпризначенець Збройних сил РФ. Дмитро розповідає Блекберну про наміри Соломона щодо наявної у нього ядерної зброї. Маяковський вирушає до Парижу, що є однією із цілей терориста, але йому так і не вдається завадити вибуху бомби.

### Другорядні герої
- Девід Монтес (англ. David Montes) — американський морпіх 1-го розвідувального батальйону, член підрозділу Блекберна. Бере участь у військових операціях в Ірані та Іраку. Пізніше, разом с Блекберном, намагається зупинити вибух бомби в Нью-Йорку. Під час фінального бою Соломон вбиває Монтеса.
- Капітан Коул (англ. Cpt. Cole) — морпіх збройних сил США, афроамериканець. Координував дії підрозділу Блекберна під час кількох операцій в Іраку та Ірані. Коли морпіхи отримують наказ захопити торговця зброєю Кафарова, Коул командує групою безпосередньо на полі бою. Американці зіштовхуються з російськими спецпризначенцями, завдання яких — ліквідація Кафарова. Морпіхи зазнають великих втрат, але Блеку все ж таки вдається добратися до нього відразу після основної групи російських військ. Морпіх зустрічає Дмітрія Маяковського, котрий розповідає Блекберну про Кафарова та його зв'язки з Соломоном. Блекберн вирішує повірити Дмітрію та відпускає його, щоб той завадив вибуху бомби в Парижі. У цей час з'являється Коул. Щоб дати Дмітрію піти, Блеку доводиться вбити командира.
- Стів Кемпо (англ. Steve Campo) — американський морпіх 1-го розвідувального батальйону, брав участь у операціях на Близькому Сході. Член підрозділу Блекберна. Кемпо загинув під час зіткнення американських морпіхів та російських військ на північному кордоні Ірану з Азербайджаном.
- Матковіч (англ. Matkovic) — член підрозділу Блекберна, морпіх 1-ого розвідувального батальйону. Разом зі своїм підрозділом брав участь у операціях в Іраку та Ірані. Також як і Кемпо, гине в Північному Ірані під час прориву до вілли Кафарова.
- Чафін (англ. Chaffin) — морпіх 1-ого розвідувального батальйону, член підрозділу Блекберна. Під час операції в Сулейманії (Ірак) був поранений снайпером. Блекберн виносить Чафіна з поля бою, пізніше його евакуюють.
- Владімір (англ. Vladimir) — оперативник ГРУ, друг Дмітрія Маяковського та командир підрозділу. Бере участь в операції російських спецпризначенців із захоплення в полон Кафарова в Азербайджані. Пізніше разом намагається завадити вибуху бомби Соломона в Парижі. Владімір гине в ході операції.
- Кіріл (англ. Kirill) — член підрозділу Владіміра, бере участь в операціях на півдні Азербайджана та в Парижі. Доля Кіріла залишається невідомою.
- Соломон (англ. Solomon) — головний антоганіст гри. За версією ЦРУ, Соломон — агент під прикриттям, що співпрацює з американським урядом вже багато років. Про справжні наміри Соломона знали лише Блекберн, Монтес та підрозділ Дмитрія Маяковського. В кінці гри Блекберну вдається вбити Соломона та найти бомбу, яку терорист планував підірвати на Таймс-сквер.
- Фарук Аль-Башир (англ. Farukh Al-Bashir) — лідер організації People's Liberation and Resistance, шляхом державного перевороту захоплює владу в Ірані. В результаті військової операції в Тегерані, підрозділу Блекберна вдається захопити Аль-Башира під час спроби втечі з міста. Аль-Башир гине в гелікоптері ЗС США. Перед смертю розповідає Блекберну та Кампо про спільника Соломона — Аміра Кафарова.
- Амір Кафаров (англ. Amir Kaffarov) — російський торговець зброєю, від якого Соломон отримує три російські ядерні боєголовки. Американський уряд дізнається про це та направляє групу морпіхів захопити та допитати Кафарова. Натомість, уряд РФ наказує своїм спецпризначенцям вбити зрадника. Першим до нього добирається Дмитро Маяковський. Кафаров розповідає про вкрадені боєголовки та плани Соломона. Після допиту Дмитро вбиває Кафарова.

## Обмежене видання
Battlefield 3 була доступна в Обмеженому виданні (Limited Edition). Дану версію отримали всі ті, хто зробили попереднє замовлення Battlefield 3. У Limited Edition входить додатковий набір «Повернення до Карканду» (англ. Back to Karkand), що включає до себе 4 найкращі мапи, зброю та техніку з Battlefield 2, перероблені під новий графічний рушій (покращена графіка та додано руйнування навколишнього середовища).
23 травня 2011 року було розповсюджено інформацію про додатковий набір під назвою Physical Warfare Pack, який безкоштовно отримають всі ті, хто зробили попереднє замовлення Battlefield 3 в мережі GAME та GameStation. Набір включає в себе:
- Набір мап «Повернення до Карканду» (англ. Back to Karkand);
- Додаткову зброю: Єдиний кулемет Type 88;
- Спеціальні патрони для дробовика DAO-12 (Armsel Stiker);
- Полум'ягасник для СКС та самий СКС.

13 червня 2011 року користувачі, порахувавши, що додаткова зброя та патрони, котрі безкоштовно отримають ті, хто зробить попереднє замовлення на гру, нададуть цим людям перевагу перед тими, хто придбає гру після її офіційного виходу та мають платити за дане доповнення, призвали вийти на зв'язок з представниками Electronic Arts, використовуючи всі можливі канали зв'язку, та добитися відміни розповсюдження безкоштовного контенту.
14 червня 2011 року студія DICE відповіла на претензії: на сайті студії було опубліковано FAQ про набір Physical Warfare про те, що додаткова зброя та патрони були вибрані спеціально таким чином, щоб не порушувати баланс гри та не надавати нікому переваги перед іншими гравцями. В результаті скандалу в ігровому середовищі 16 червня 2011 року представники студії DICE заявили, що Physical Warfare Pack буде безкоштовним, також, для тих, хто не зробили попереднє замовлення, але пізніше офіційної дати старту продажів гри.
Декілька роздрібних мереж будуть пропонувати всім замовникам попереднє замовлення додаткові можливості в грі:
- 8 скінів для багатокористувацької гри, по одному на кожен клас
- 5 унікальних бойових жетонів, які можна побачити в багатокористувацькій грі, виконуючи певні завдання.

## Доповнення
- Back to Karkand — випущене 12 грудня 2011, включає в себе 4 мапи із гри Battlefield 2 (Острів Вейк, Оманська затока, Півострів Шаркі, Удар по Карканду), 10 видів зброї з гри Battlefield 2 (L85A2, FAMAS, G53, QBZ-95B, MG36, QBB-95, QBU-88, L96, ПП-19, MK3A1), 3 одиниці техніки з гри Battlefield 2 (винищувач F35, БТР-90, Багі DPV, Навантажувач Skid Loader), 5 нових армійських жетонів, 5 досягнень/трофеїв[3].
- Close Quarters — випущене 12 червня 2012, включає в себе: 4 нові мапи, 10 десять нових видів зброї, нові режими гри «Conquest Domination» та «Gun Master», 5 нових жетонів, 5нових досягнень/трофеїв[4].
- Armored Kill- випущене 11 вересня 2012, включає в себе 4 нові мапи[5].
- Aftermath — випущене 4 грудня 2012, включає в себе 4 нові мапи, побудовані на зруйнованій землетрусом території Тегерана, нову зброю — арбалет, 3 нових одиниці техніки, новий режим гри, нові завдання і жетони[6].
- End Game — випущене 12 березня 2013, включає в себе 4 нові мапи, новий десантний корабель, 3 нові одиниці техніки, у тому числі мотоцикл, повернення класичних режимів гри — «Захоплення прапора» і «Повітряна перевага»[7].
- Battlefield 3: Premium — випущене 4 червня 2012, включає в себе усі 5 доповнень разом. Крім того до доповнення входить: ніж АСВ-90, унікальний камуфляж для використання у мультиплеері, можливість анулювати статистику, щоб отримати кращі показники[8].

## Цікаві факти
Модель ПЗРК «Стінгер» з гри була використана для побудови макету зенітного комплексу, який російські пропагандистські ресурси видали за знайдений склад американської зброї при розчистці завалів під Луганським аеропортом.